# Maks Bożyk
Maks Bożyk (ur. 3 maja 1900 w Łodzi, zm. 5 kwietnia 1970 w Nowym Jorku) – polski aktor żydowskiego pochodzenia, który zasłynął głównie z ról w przedwojennych żydowskich filmach i sztukach teatralnych w języku jidysz.

## Życiorys
Krótko przed wybuchem II wojny światowej wyemigrował do Argentyny. Następnie przeprowadził się do Nowego Jorku, gdzie występował w teatrze żydowskim. Tam zmarł i został pochowany na Mount Hebron Cemetery. Jego żoną była Reizl Bozyk, również aktorka.

## Filmografia
- 1936: Judeł gra na skrzypcach
- 1937: Błazen purymowy
- 1937: Dybuk
- 1937: Ślubowanie
- 1937: Weseli biedacy
- 1938: List do matki
- 1938: Mateczka
- 1949: Bóg, człowiek i szatan
- 1950: Catskill Honeymoon